# Márcia Real
Márcia Real (pseudonim artistic pentru Eunice Alves; n. 6 ianuarie 1931, São Paulo, São Paulo, Brazilia – d. 15 martie 2019, Ibiúna, São Paulo, Brazilia) a fost o actriță de film și de dublaj braziliană. Este cunoscută pentru că a câștigat premiul presei pentru cea mai bună actriță în anul 1961.
Márcia s-a căsătorit de două ori și a avut două fiice.

## Filmografie

### Televiziune
- 2003 - SPA TV Fantasia .... Dona Meire
- 2001 - O Direito de Nascer .... Augusta Monteiro[4]
- 1999 - Ô Coitado .... Heliodora (Lili)
- 1997 - Canoa do Bagre .... Matilda
- 1997 - O Olho da Terra
- 1996 - Irmã Catarina .... Irmã Serafina
- 1994 - Quatro por Quatro .... Isadora Herrera Franco
- 1992 - De Corpo e Alma .... Sálvia Lopes
- 1990 - Mico Preto .... Áurea Menezes Garcia
- 1988 - Copilul la bord .... Valquíria
- 1979 - Gaivotas .... Idalina
- 1978 - Aritana .... Guiomar
- 1973 - Vidas Marcadas
- 1973 - Venha Ver o Sol na Estrada
- 1972 - O Leopardo .... Odete
- 1972 - O Tempo Não Apaga
- 1971 - Os Deuses Estão Mortos .... Emília
- 1970 - As Pupilas do Senhor
- 1969 - Dez Vidas
- 1969 - Sangue do Meu Sangue .... Prințesă Isabel
- 1969 - Os Estranhos .... Ofélia
- 1968 - Legião dos Esquecidos .... Teresa
- 1966 - Redenção .... Lola
- 1966 - A Grande Viagem .... Marion
- 1965 - Vidas Cruzadas .... Andréa
- 1965 - Pecado de Mulher
- 1964 - Mãe
- 1964 - Isabella
- 1964 - Corações em Conflito .... Isabel

### Film
- Avassaladoras (2002)
- Possuída pelo Pecado (1976)
- O Rei da Noite (1975)
- A Ilha do Desejo (1975) .... Madame Geny[5]
- Amadas e Violentadas (1976)
- O Vigilante Contra o Crime (1964)
- O Sobrado (1956)
- Liana, a Pecadora (1951)
- Carnaval no Fogo (1949)